# سارا بونتيجام
سارا بونتيجام (بالألمانية: Sarah Puntigam)‏ (13 أكتوبر 1992 في النمسا - ) هي لاعبة كرة قدم نمساوية في مركز الوسط. شاركت مع منتخب النمسا لكرة القدم للسيدات. أما مع النوادي، فقد لعبت مع بايرن ميونخ للسيدات ونادي كرينز وDFC LUV Graz ‏ ونادي فرايبورغ (النساء).

## وصلات خارجية
- سارا بونتيجام على موقع الاتحاد الأوربي (الإنجليزية)
- سارا بونتيجام على موقع قاعدة بيانات كرة القدم.إي يو (الإنجليزية)
- سارا بونتيجام على موقع بيانات كرة القدم. دي إي (الألمانية)
- سارا بونتيجام على موقع Soccerway.com (الإنجليزية)
- سارا بونتيجام على موقع عالم كرة القدم.نت (الإنجليزية)